# Hollandia (Schiff, 1665)
Die Hollandia (benannt nach der Grafschaft Holland) war ein frühneuzeitliches 80-Kanonen-Linienschiff, das unter niederländischer Flagge segelte und dem berühmten Admiral Cornelis Tromp zeitweise als Flaggschiff während der Englisch-Niederländischen Seekriege diente. Das Schiff ging nach einer bewegten Dienstzeit am 19. November 1683 in einem Sturm vor der niederländischen Küste verloren.

## Aufbau

Das Wappen der Grafschaft Holland

Das Schiff wurde 1665 während des Zweiten Englisch-Niederländischen Krieges für die Amsterdamer Admiralität gebaut und war in dieser Zeit für einen längeren Zeitraum eines der größten Kriegsschiffe der königlichen Marine der Niederländer. Sie war mit drei Masten ausgestattet, die überwiegend mit Rahsegeln bestückt waren. Lediglich der Besanmast war mit einem Lateinersegel belegt. Am Bugspriet war darüber hinaus noch ein Bugsprietsegel setzbar. Die mitgeführte Bewaffnung war auf den zwei Kanonendecks sowie dem Halbdeck und auf Back und Hütte installiert. Der Heckspiegel, in den noch zwei zusätzliche Kanonen integriert waren, war mit zwei hölzernen Löwen verziert, die ein gekröntes Wappen umgaben, auf dem ein roter Löwe auf gelbem Grund dargestellt war, dem Wappen der Grafschaft Holland.
Der Bug war, wie bei vielen niederländischen Kriegsschiffen üblich, mit einem goldfarbenen Löwen, dem Wappentier der Niederländer, als Galionsfigur ausgestattet.

## Geschichte

### Bauauftrag und Hintergründe
Im Jahr 1666 befinden sich die Niederlande im Krieg mit England und seinem Bündnispartner Frankreich.
Die niederländische Flotte war der englischen Flotte qualitativ unterlegen. Allerdings hatte Johan de Witt, einflussreicher Ratspensionär von Holland, die Generalstaaten im November 1664 zum Bau zahlreicher Neubauten bewegen können, darunter 24 neue „Kapitalschiffe“ (Capitale schepen van Oorloge); im März 1665 wurden 24 weitere Neubauten befohlen, im Juli 1666 nochmals zwölf – unter diesen Gesamtauftrag fiel dann auch die Hollandia.

### Marinedienst
Nach der Fertigstellung sind nachfolgende Aktivitäten überliefert:

#### 1665 bis 1666
1665 schob die Hollandia unter dem Kommandanten Michiel de Ruyter Nordseedienst.
1666 begab sich Cornelis Tromp, der wenig später eine bedeutende Rolle in der niederländischen Marinegeschichte spielen sollte, als Befehlshaber auf das Schiff, das sodann einige Zeit zum Schutz des gut besuchten Reedeplatzes vor der Insel Texel eingesetzt war; Admiral de Ruyter wechselte stattdessen auf sein neues Flaggschiff, die De Zeven Provinciën.

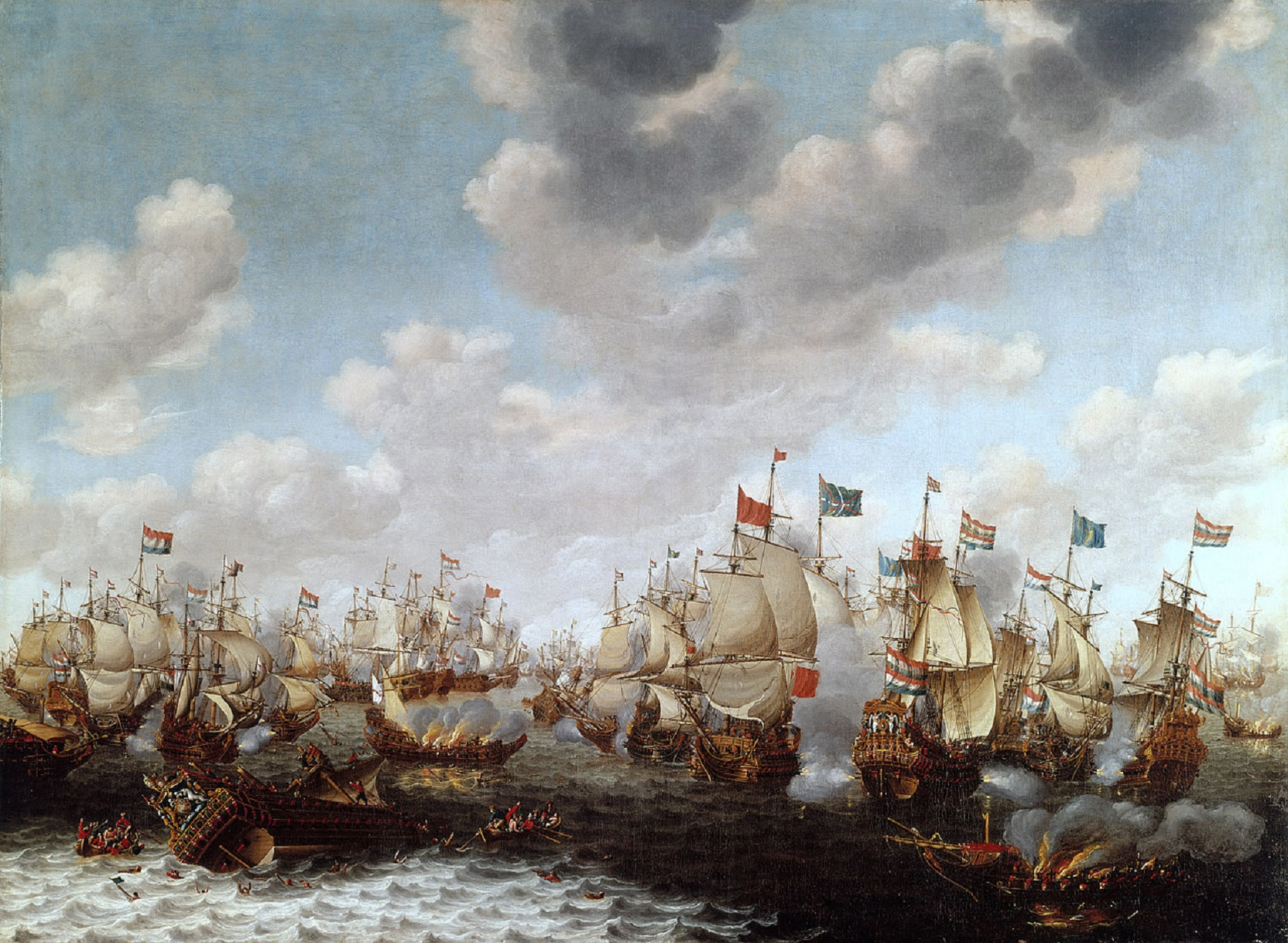
Die Viertageschlacht – Gemälde von Pieter Cornelisz van Soest

#### 11. Juni 1666: Viertageschlacht
Im Juni 1666 wurde die Hollandia in Richtung Flandern verlegt und nahm hier am 11. Juni 1666 erfolgreich an der Viertageschlacht in der südlichen Nordsee nahe der Küste Flanderns teil. Flaggkapitän an Bord war zu diesem Zeitpunkt Hendrik Hondius. Im Rahmen dieser Schlacht gelang es den Niederländern, die englische Flotte zur Flucht zu zwingen, die sich in Richtung Themse zurückzog.

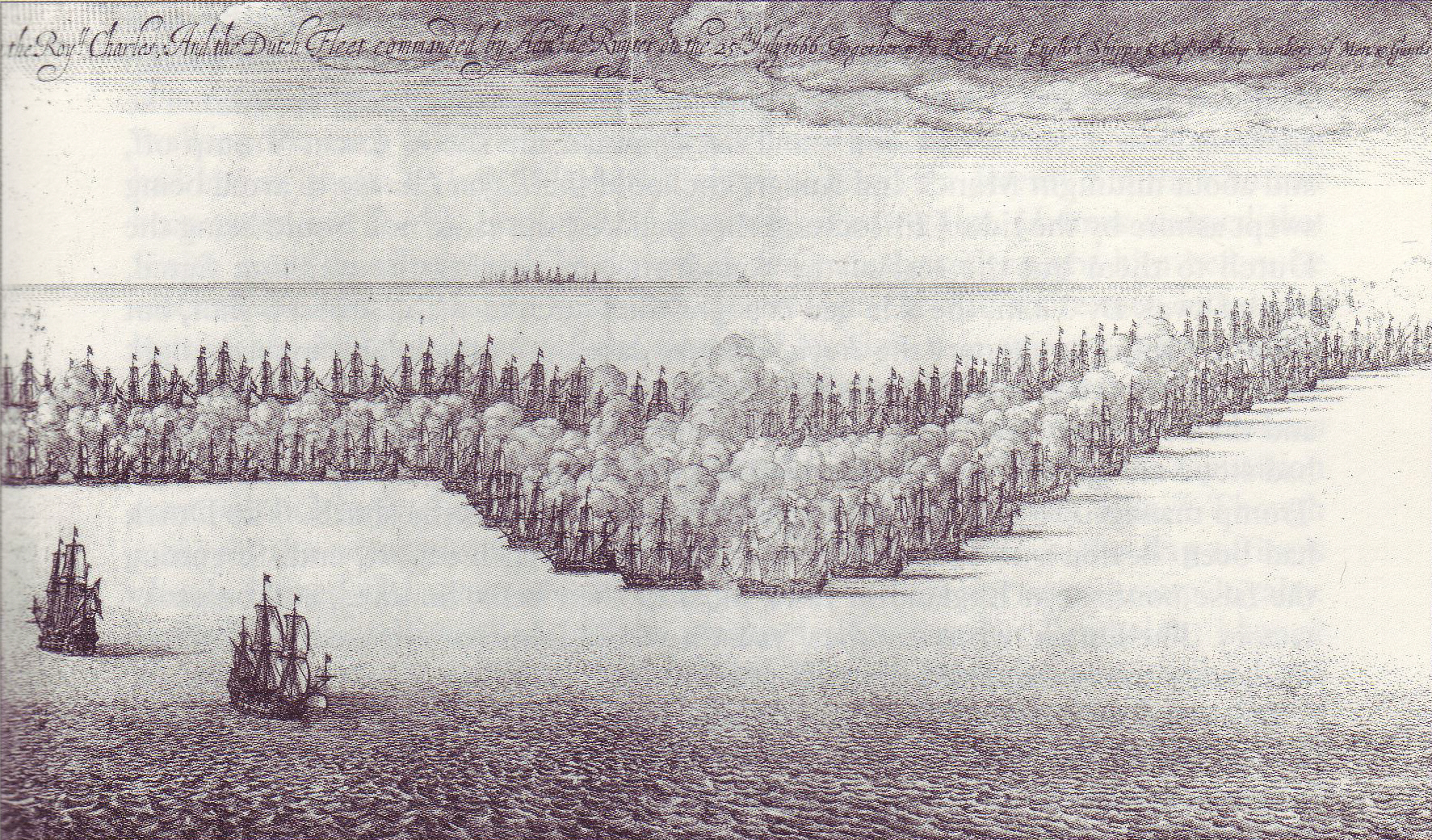
Eröffnungsphase der Zweitageschlacht; Stich von Wenceslaus Hollar (1607–1677)

#### 4. August 1666: Zweitageschlacht
Die Niederländer setzten nach, so dass es zwei Monate später, am 25. Julijul. / 4. August 1666greg. zur Zweitageschlacht kam, an der die Hollandia ebenfalls beteiligt und Teil des Dritten Geschwaders war. Diese Schlacht konnten die Engländer für sich entscheiden – Tromp flüchtete zusammen mit anderen Schiffen des Geschwaders zurück in heimatliche Gewässer, verfolgt von den feindlichen Schiffen.
Nach der Niederlage verließ Tromp das Schiff, sein Nachfolger wurde Willem Baron van Ghent, der mit der Hollandia ab September 1666 Patrouillendienst in der Nordsee versah.

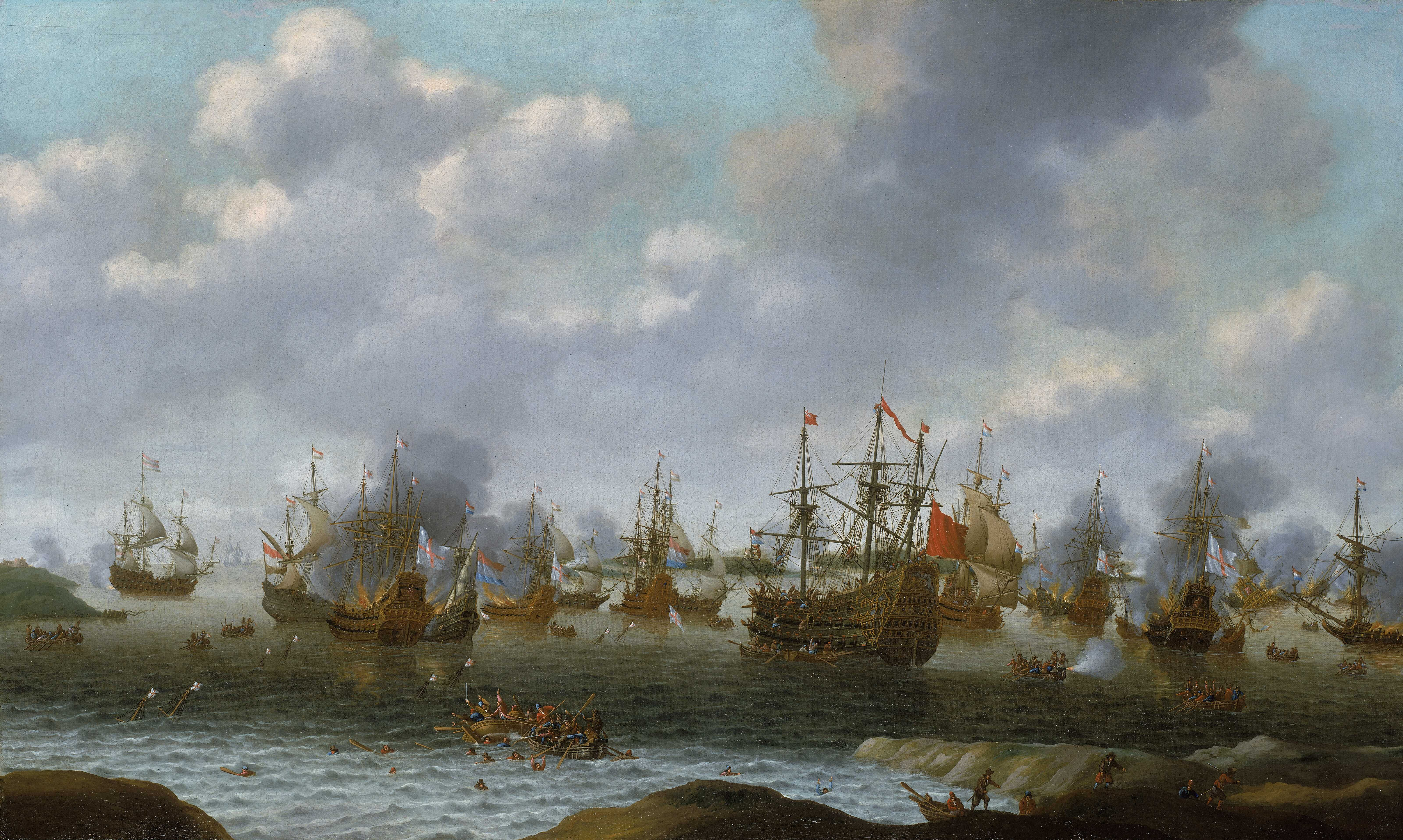
Die eroberte Royal Charles wird im Überfall im Medway von den Niederländern davongeschafft; Gemälde von Pieter Cornelisz van Soest (ca. 1667)

#### 19. Juni 1667: Überfall im Medway
Ab dem 19. Juni 1667 war die Hollandia, unter neuem Befehlshaber Willem van der Zaan am Überfall im Medway beteiligt, in dessen Verlauf es den Niederländern gelang, über die Themse in den Fluss Medway zu segeln und hier zahlreiche englische Schiffe zu kapern oder zu verbrennen.

#### 1667 bis 1673
Im Juni 1667, ebenfalls unter van der Zaan, unternahm das Schiff den Versuch, die Hafenstadt Harwich in Südengland einzunehmen; der Versuch scheiterte jedoch.
Nach dem Frieden von Breda am 31. Juli 1667 versah die Hollandia 1671 unter Vize-Admiral Isaac Sweers Patrouillendienst im Ärmelkanal.
Nachdem 1672 der Dritte Englisch-Niederländische Krieg ausgebrochen war, nahm die Hollandia unter Jan den Haen ab dem 28. Juni 1673 an der Ersten Seeschlacht von Schooneveld teil:

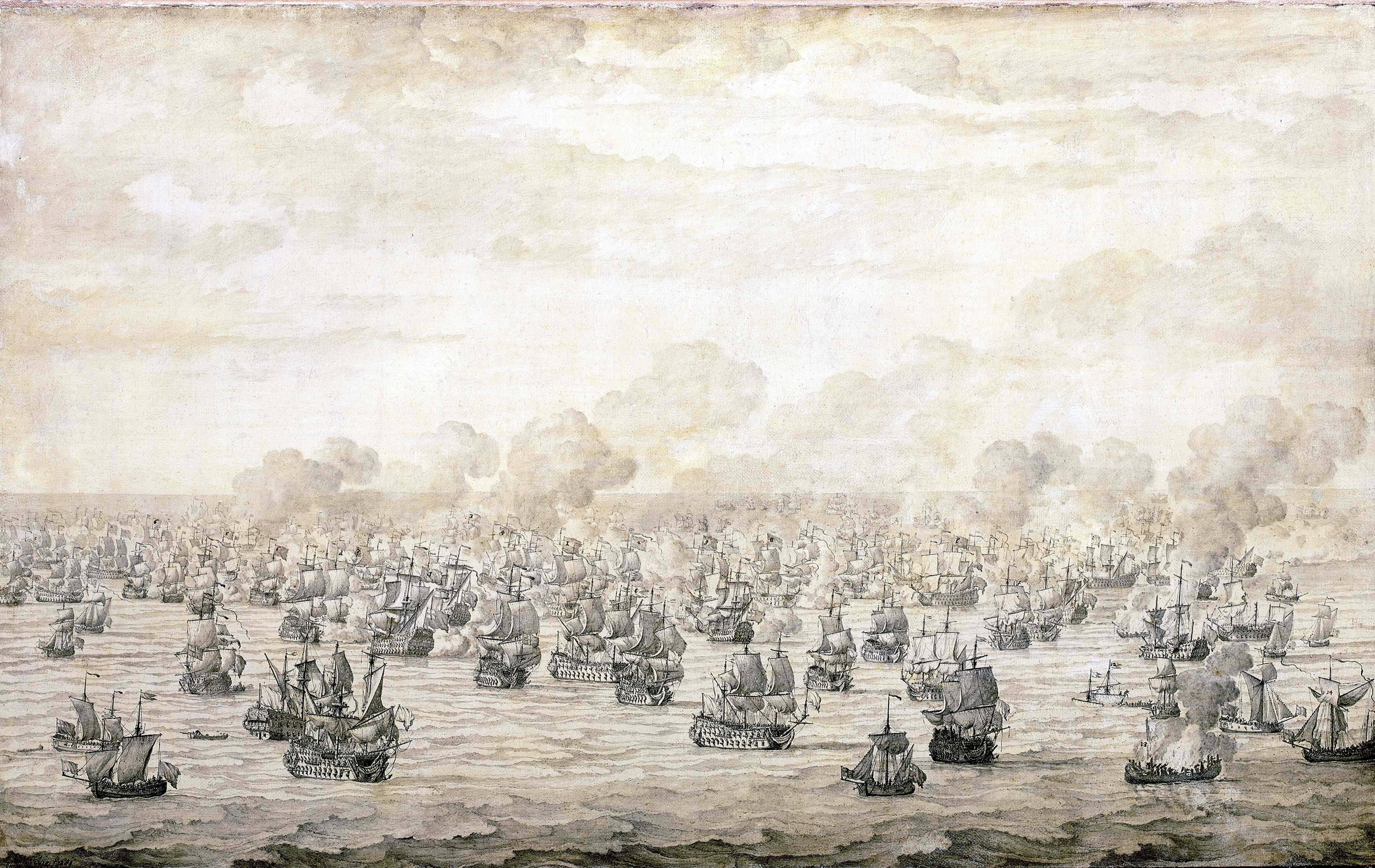
Die erste Schlacht von Schooneveldt, 7. Juni 1673 von Willem van de Velde der Ältere

#### 28. Juni 1673: Erste Seeschlacht von Schooneveld
Im Verlauf dieser Schlacht gelang es den niederländischen Admirälen und den ihnen unterstellten Schiffen, die gegnerische Schlachtordnung so durcheinanderzubringen, dass die alliierte englisch-französische Flotte sich zurückzog, um sich neu zu formieren. Als Folge der Schlacht konnte keine Kriegspartei einen ausschlaggebenden Vorteil erlangen.

#### 14. Juni 1673: Zweite Seeschlacht von Schooneveld
Bereits in der darauf folgenden Woche ergab sich die Zweite Seeschlacht von Schooneveld vor der Scheldemündung, an der erneut die Hollandia beteiligt war. Die Schlacht weitete sich aufgrund von Ausweichmanövern der alliierten Geschwader bis zur englischen Küste aus, die höchste Anstrengungen unternahmen, wieder in Schlachtformation zu gelangen. Den Alliierten gelang dies jedoch nicht, so dass ihnen nur die Flucht in die Themse blieb.
Eine drohende Invasion war somit zunächst abgewendet, so dass die Niederländer einen vorübergehenden Vorteil daraus ziehen konnten, indem sie kurzzeitig Teile der englischen Gewässer kontrollieren konnten.

#### 11. August 1673: Seeschlacht vor Texel
In der Seeschlacht vor Texel am 11. August 1673 traf die Hollandia dann vor der niederländischen Küste erneut auf eine englisch-französische Flotte, die ihrerseits 20.000 Soldaten zu Invasionszwecken anlanden wollte. Erneut gelang es den Niederländern durch einige Scharmützel, die gegnerischen Flottenteile zu spalten, so dass die französischen Geschwader, abgeschnitten von ihrem Bündnispartner, zur Passivität gezwungen wurden, während die Engländer noch bis zum Abend des 21. August 1673 kämpften, sich dann aber zurückzogen und die Invasionspläne aufgaben.

#### 1674 bis 1682
1674 wechselte erneut Lieutenant-Admiral Cornelis Tromp auf die Hollandia, der eine Expedition entlang der französischen Küste unternahm. Die Île de Noirmoutier wurde kurzzeitig besetzt und weiter ging es nach Spanien. Der Seekrieg gegen Frankreich verlagerte sich in das Mittelmeer. Im Oktober 1674 erreichte man den Golf de Roses, bevor es zurückging, wo man im Anfang Dezember Antwerpen erreichte. An dieser Reise nahm auch der in englischen Diensten stehende Seeoffizier Christian August von Schleswig-Holstein-Sonderburg-Norburg teil, dessen eigentliche Aufgabe bei dieser Reise und seine Auftraggeber unklar bleiben; es erscheint jedoch sicher, dass er an der Abfassung von Berichten beteiligt war, die unter dem Namen von Tromp und von dem Artilleriegeneral Wilhelm Adrian von Horn im Diarium Europaeum erschienen.
Im November 1678 begab sich Vize-Admiral Cornelis Evertsen de Jonge auf das Schiff und unternahm mit ihm eine Mittelmeer-Expedition.
1678–1682 wurde die Hollandia in den marineeigenen Amsterdamer Dockanlagen aufgelegt.

#### 1683: Die letzte Fahrt
Den letzten Dienstauftrag nahm das Schiff unter Vize-Admiral Willem Graaf van Stirum  im Jahr 1683 wahr, der es auf einer Expedition nach Gothenburg steuern ließ.
Die letzte Fahrt trat das Schiff im November 1683 an:
Es befand sich auf der Heimreise von der Gothenburg-Expedition, als es in einen mehrere Tage anhaltenden heftigen Sturm vor der Niederländischen Küste geriet. Dabei nahm es erheblichen Schaden am Heck und am Schanzkleid. Darüber hinaus musste die Mannschaft die Masten kappen, um nicht durchzukentern. Die Besatzung feuerte Notsignale ab und konnte damit tatsächlich das Schiff Moriaans Hoofd unter Kapitän Daniel Elsevier zur Notlage leidenden Hollandia leiten.
Kurz vor der Zusammenkunft beider Schiffe, am 19. November 1683 vor der nordholländischen Küste, verschwand das Schiff Hollandia  in den Wellen und konnte nicht mehr ausgemacht werden. Es ging verloren.